# Daisuke Ito
Daisuke Ito (født 18. april 1987) er en japansk fodboldspiller.